# Alina Romanowski
Alina L. Romanowski é uma diplomata de carreira norte-americana. Em 2019, ela foi confirmada pelo Senado para servir como Embaixadora dos Estados Unidos no Kuwait.

## Infância e educação
Romanowski é de Illinois. Os seus pais imigraram para os Estados Unidos, o seu pai da Polónia e a sua mãe do Canadá. Ela obteve um mestrado em relações internacionais e também um diploma de bacharel pela Universidade de Chicago. Ela também frequentou a Universidade de Tel Aviv em Israel. Ela fala francês, árabe e hebraico.

## Carreira
Enquanto era estudante na Universidade de Chicago, Romanowski fez uma entrevista no campus para a CIA e começou uma carreira no governo dos Estados Unidos.
Romanowski tornou-se na vice-coordenadora principal de contraterrorismo em 2017.
Romanowski foi confirmada como embaixadora no Kuwait por voto verbal do Senado em 19 de dezembro de 2019, e apresentou as suas credenciais ao emir xeque Sabah Al-Ahmad Al-Jaber Al-Sabah do Kuwait no Palácio de Bayan na cidade do Kuwait em 11 de fevereiro, 2020.